# Henryk Strumiłło
Henryk Strumiłło (ur. 4 kwietnia 1934 w Wilnie, zm. 6 stycznia 2001 w Łodzi) – polski malarz, profesor Akademii Sztuk Pięknych w Łodzi.

## Życiorys
Strumiłło w 1947 zamieszkał w Łodzi. Początkowo studiował architekturę, następnie podjął studia w pracowni Romana Modzelewskiego w Państwowej Wyższej Szkole Sztuk Plastycznych w Łodzi, uzyskując dyplom w 1961. Od 1969 wraz z Romaną Hałat, Aleksandrem Hałatem, Ryszardem Hungerem, Andrzejem Joczem, Zbigniewem Kosińskim, Andrzejem Nawrotem, Konradem Frejdlichem i Antonim Szramem współtworzył artystyczną grupę Konkret. W 1985 został kierownikiem Zakładu Kształcenia Ogólnoplastycznego w Instytucie Form Przemysłowych, następnie od 1990 prodziekanem Wydziału Form Przemysłowych ASP w Łodzi, w 1993 dziekanem, a w 1999 ponownie prodziekanem.
Zmarł 5 dni przed otwarciem wystawy z okazji 40-lecia jego pracy pedagogicznej i artystycznej w Miejskiej Galerii Sztuki w Łodzi.

## Malarstwo
Strumiłło uprawiał malarstwo abstrakcyjne – inspirował go mikrokosmos. W latach 60. XX w. tworzył obrazy utrzymane w stylistyce informelu. W końcówce lat 60. XX w. stosował poszarpane formy tworzące dramatyczne napięcie. Ponadto kilka razy w roku wyjeżdżał w góry by malować pejzaże górskie, które utrzymywał w odcieniach brązów, szarości i błękitów. Obrazy te przedstawiał przy pomocy akwarel, gwaszy i szkiców. Namalował łącznie ponad 1500 obrazów.

## Wystawy indywidualne
Prace Strumiłły wystawiane były łącznie w 86 wystawach, poniżej prezentowana jest lista wystaw indywidualnych:
- Wystawa malarstwa w Dom Kultury w Piotrków Trybunalski (1965),
- Wystawa malarstwa w Galerii 20 w Łodzi (1965),
- Wystawa malarstwa w Galerii 77 w Łodzi (1967),
- Wystawa malarstwa w Domu Artysty Plastyka w Warszawie (1968),
- Wystawa malarstwa Salonie Sztuki Współczesnej w Łodzi (1969),
- Wystawa gwaszy w Klubie Dziennikarza w Łodzi (1970),
- Wystawa malarstwa w Galerii Księży Młyn w Łodzi (1971),
- Wystawa malarstwa w Widzewskiej Galerii Sztuki w Łodzi (1972),
- Ölbilder und Aquarell w Kunsthalle w Stuttgarcie (1975),
- Ölbilder und Aquarell w Kunsthalle w Düsseldorfie (1975),
- Wystawa malarstwa w ramach Lubelskich Spotkań Plastycznych 77 w Wojewódzki Dom Kultury w Lublinie (1977),
- Wystawa „Henryk Strumiłło – propozycje” w Galerii Sztuki Współczesnej DESA w Łodzi (1978),
- Wystawa retrospektywna malarstwa w Ośrodek Propagandy Sztuki w Łodzi (1990),
- Wystawa malarstwa w Galerii Narodowej w Sofii (1993),
- Wystawa malarstwa w Kanzanłyku (1994),
- Wystawa malarstwa w Plewen (1994),
- Wystawa malarstwa w Warnie (1994),
- Wystawa malarstwa w Bansku (1994),
- Wystawa malarstwa w Galerii Vincent w Łodzi (1994),
- Wystawa malarstwa z okazji 25-lecia Wojskowego Studium Nauczania Języków Obcych w Łodzi (1996)[9],
- Wystawa z okazji 40-lecia pracy pedagogicznej i artystycznejw Miejskiej Galerii Sztuki w Łodzi (2001)[1][2].

## Nagrody
- Nagroda za tkaninę dekoracyjną na II Targach Wzornictwa Przemysłowego (Warszawa 1962),
- III nagroda w dziale malarstwa w konkursie na obraz Okręgu Łódzkiego ZPAP (Łódź 1965),
- Wyróżnienie w dziale malarstwa w konkursie na obraz Okręgu Łódzkiego ZPAP(Łódź 1966),
- Wyróżnienie w dziale malarstwa oraz rysunku w konkursie  na obraz, rysunek, rzeźbę i płaskorzeźbę Okręgu Łódzkiego ZPAP (Łódź 1966),
- Medal za najlepsze prace w dziale malarstwa w dorocznej wystawie Okręgu ZPAP (Łódź 1967),
- I nagroda w dziale malarstwa i wyróżnienie w dziale rysunku w okręgowym konkursie na obraz, rysunek i płaskorzeźbę (Łódź 1967),
- III nagroda w dziale malarstwa za portret w okręgowym konkursie pt. „Postacie zasłużonych synów ziemi łódzkiej w malarstwie i grafice” (Łódź 1968),
- III nagroda w dziale malarstwa w konkursie Okręgu Łódzkiego ZPAP (Łódź 1969),
- Wyróżnienie  w konkursie na plakat turystyczny – MPiK (Łódź 1969),
- Wyróżnienie honorowe w ogólnopolskim konkursie na obraz sztalugowy (Łódź 1970),
- Wyróżnienie za obraz w konkursie Okręgu Łódzkiego ZPAP (Łódź 1971)[9],
- Wyróżnienie Ministerstwa Kultury i Sztuki (1973) za obraz „Planeta I”[10],
- Wyróżnienie na XI Ogólnopolskiej Wystawie Malarstwa  „Bielska Jesień 73” (Bielsko-Biała 1973),
- Nagroda III stopnia Rektora PWSSP w Łodzi za działalność organizacyjną i społeczną (Łódź 1976),
- Nagroda III stopnia Ministra Kultury i Sztuki za szczególne osiągnięcia w dziedzinie wychowawczej w wyższym szkolnictwie artystycznym (1985),
- Nagroda I stopnia Rektora PWSSP w Łodzi za działalność dydaktyczną i wychowawczą (Łódź 1989),
- Nagroda I stopnia Rektora PWSSP w Łodzi za działalność dydaktyczną i organizacyjną (Łódź 1992),
- Nagroda I stopnia Rektora PWSSP w Łodzi za działalność dydaktyczną i organizacyjną (Łódź 1995),
- Człowiek Roku 1995 wg American Biographical Institute, Inc.
- Nagroda I stopnia Rektora ASP za działalność dydaktyczną i organizacyjną (Łódź 2000)[9].

## Odznaczenia
- Złoty Krzyż Zasługi za pracę dydaktyczną w PWSSP w Łodzi (1985),
- Medal 50-lecia Akademii Sztuk Pięknych w Łodzi (1996)[9].